# Selección femenina de waterpolo de Australia
La Selección de waterpolo de los Australia es el equipo formado por jugadoras de nacionalidad australiana que representa en las competiciones internacionales de waterpolo.
En el 2019 participó en el Campeonato Mundial de Natación de 2019.